# Liste der Naturdenkmale in Wattenheim
Die Liste der Naturdenkmale in Wattenheim nennt die im Gemeindegebiet von Wattenheim ausgewiesenen Naturdenkmale (Stand 4. März 2024).

## Naturdenkmale
| Nr.         | Bezeichnung             | Lage                                | Beschreibung                                            | Bild                                    |
| ----------- | ----------------------- | ----------------------------------- | ------------------------------------------------------- | --------------------------------------- |
| ND-7332-205 | Baumallee am Sportplatz | Hochgerichtstraße, bei Nr. 20b Lage | Aesculus hippocastanum, sechs Bäume; Acer sp., ein Baum | Direkt Bild zu diesem Denkmal hochladen |

## Ehemalige Naturdenkmale
| Nr. | Bezeichnung         | Lage                                              | Beschreibung                                                                      | Bild                                    |
| --- | ------------------- | ------------------------------------------------- | --------------------------------------------------------------------------------- | --------------------------------------- |
|     | Rosskastaniengruppe | Tiefenthaler Weg Lage                             | Aesculus hippocastanum, fünf Bäume; abgegangen, Rechtsverordnung aufgehoben       | Direkt Bild zu diesem Denkmal hochladen |
|     | Der Karstweiher     | westlich des Ortes beim Rastplatz Entenpfuhl Lage | Stauweiher des Rothbachs; flächenhaftes Naturdenkmal; Rechtsverordnung aufgehoben | Direkt Bild zu diesem Denkmal hochladen |